# Список претендентов на премию «Оскар» за лучший фильм на иностранном языке от Тайваня

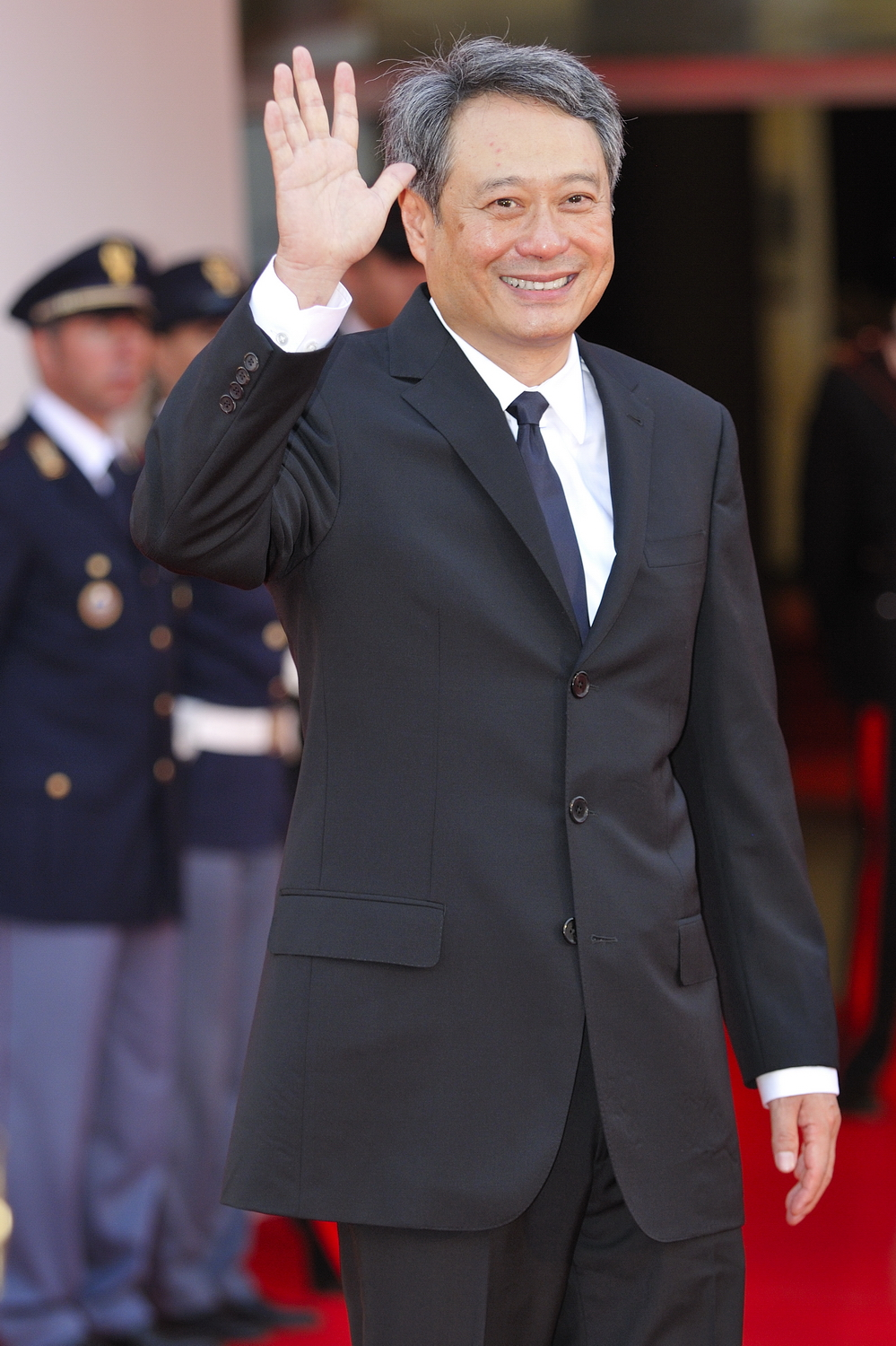
Энг Ли — единственный режиссёр Тайваня, чьи фильмы попадали в финальный шорт-лист номинации или выигрывали её

Категория премии Американской академии кинематографических искусств и наук («Оскара») «за лучший фильм на иностранном языке» предназначена для награждения полнометражных фильмов, произведенных вне юрисдикции США и с преимущественно неанглийским языком или языками диалога. В качестве конкурсной «премии за заслуги» впервые появилась на 29 церемонии премии «Оскар», состоявшейся в 1957 году. Ранее, в 1948—1956 годах, иноязычные фильмы 8 раз награждались «почётным/специальным „Оскаром“». Награда вручается режиссёру, а официальным победителем является страна, фильм которой одержал победу.
По правилам Американской академии кинематографических искусств и наук (AMPAS), Китайская Республика (Тайвань), КНР («Континентальный Китай») и Гонконг подают на эту номинацию фильмы своего производства независимо друг от друга. Тайвань первым из стран китайского региона стал претендовать на «Оскар» за лучший фильм на иностранном языке, подав заявку в 1957 году фильмом «Амина», а с 1980 делает это ежегодно. Выбор фильма для подачи заявки от страны находится в ведении Motion Picture & Drama Association и Министерства культуры Китайской Республики.
За время с первого участия, Китайская Республика претендовала на премию за лучший фильм на иностранном языке более чем 50 фильмами. Три из них достигли шорт-листа премии, причём все три были сняты режиссёром Энгом Ли — «Свадебный банкет» (1993), «Ешь, пей, мужчина, женщина» (1994) и «Крадущийся тигр, затаившийся дракон» (2000). Последний из них стал единственной тайваньской кинолентой, завоевавшей «Оскар» за лучший фильм на иностранном языке. Ещё одна картина Энга Ли, «Вожделение», была также выдвинута Тайванем на эту премию в 2007 году, однако заявка была дисквалифицирована AMPAS на основании недостаточного представительства тайваньцев среди ключевого персонала фильма, после чего была сделана замена в заявке этой картины на «Этюд» Чэнь Хуайеня.
Творчество ещё трёх режиссёров было по три раза представлено в тайваньской заявке на «Оскар» — «Тихая жена» (1966), «Осенняя казнь» (1972) и «The Heroic Pioneers» (1986) Ли Сина; «Growing Up» (1983), «Osmanthus Alley» (1986) и «My Mother’s Teahouse» (1988) Чэнь Куньхоу; «Город скорби» (1989), «Цветы Шанхая» (1998) и «Убийца» (2015) Хоу Сяосяня — однако ни один из них пока не дошёл до шорт-листа.

## Список фильмов
| Год фильма (церемония) | Русское название                    | Китайское название (транскрипция)                                        | Название в заявке на номинацию             | Режиссёр                 | Результат           |
| ---------------------- | ----------------------------------- | ------------------------------------------------------------------------ | ------------------------------------------ | ------------------------ | ------------------- |
| 1957 (30-я)            | Амина                               | 阿美娜 (Āměinà)                                                          | Amina                                      | Юань Цунмэй              | Не номинирован      |
| 1964 (37-я)            | Камень влюблённых                   | 情人石 (Qíngrén shí)                                                     | англ. Lovers' Rock                         | Лэй Пань                 | Не номинирован      |
| 1966 (39-я)            | Тихая жена                          | 啞女情深 (Yǎnǚ qíngxīn)                                                  | англ. The Silent Wife                      | Ли Син                   | Не номинирован      |
| 1972 (45-я)            | Осенняя казнь                       | 秋決 (Qiūjué)                                                            | англ. Execution in Autumn                  | Ли Син                   | Не номинирован      |
| 1976 (49-я)            | Восемьсот героев                    | 八百壯士 (Bā bǎi zhuàng shì)                                             | англ. Eight Hundred Heroes                 | Тин Шаньси               | Не номинирован      |
| 1980 (53-я)            |                                     | 六朝怪談 (Liùcháo guàitán)                                               | англ. The Legend of the Six Dynasty        | Вон Гукдам               | Не номинирован      |
| 1981 (54-я)            | Допустим, я настоящий               | 假如我是真的 (Jiǎrú wǒ shì zhēn de)                                      | англ. If I Were for Real                   | Ван Тун                  | Не номинирован      |
| 1982 (55-я)            | Битва за Китайскую Республику       | 辛亥雙十 (Xīnhài shuāng shí)                                             | англ. The Battle for the Republic of China | Тин Шаньси               | Не номинирован      |
| 1983 (56-я)            |                                     | 小畢的故事 (Xiǎo bì de gùshì)                                            | англ. Growing Up                           | Чэнь Куньхоу             | Не номинирован      |
| 1984 (57-я)            |                                     | Lao Mo de di er ge chun tian                                             | англ. Old Mao's Second Spring              | Ли Юнин                  | Не номинирован      |
| 1985 (58-я)            |                                     | 我這樣過了一生 (Wǒ zhèyàngguòle yīshēng)                                 | англ. Kuei-Mei, a Woman                    | Чжан И                   | Не номинирован      |
| 1986 (59-я)            |                                     | Tangshan guo Taiwan                                                      | англ. The Heroic Pioneers                  | Ли Син                   | Не номинирован      |
| 1987 (60-я)            |                                     | Gui hua xiang                                                            | англ. Osmanthus Alley                      | Чэнь Куньхоу             | Не номинирован      |
| 1988 (61-я)            |                                     | Chun qiu cha shi                                                         | англ. My Mother's Teahouse                 | Чэнь Куньхоу             | Не номинирован      |
| 1989 (62-я)            | Город скорби                        | 悲情城市 (Bēiqíng chéngshì)                                              | англ. A City of Sadness                    | Хоу Сяосянь              | Не номинирован      |
| 1990 (63-я)            | Песня изгнания                      | 客途秋恨 (Kè tú qiū hèn)                                                 | англ. Song of the Exile                    | Энн Хёй                  | Не номинирован      |
| 1991 (64-я)            | Яркий летний день                   | 牯嶺街少年殺人事件 (Gǔ lǐng jiē shàonián shārén shìjiàn)                 | англ. A Brighter Summer Day                | Эдвард Янг               | Не номинирован      |
| 1992 (65-я)            |                                     | 暗戀桃花源 (Ànliàn táohuāyuán)                                           | англ. Peach Blossom Land                   | Стэн Лай                 | Не номинирован      |
| 1993 (66-я)            | Свадебный банкет                    | 喜宴 (Xǐyàn)                                                             | англ. The Wedding Banquet                  | Энг Ли                   | Номинирован         |
| 1994 (67-я)            | Ешь, пей, мужчина, женщина          | 飲食男女 (Yǐnshí nánnǚ)                                                  | англ. Eat Drink Man Woman                  | Энг Ли                   | Номинирован         |
| 1995 (68-я)            |                                     | 超級大國民 (Chāojí dàguómín)                                             | англ. Super Citizen Ko                     | Вань Жэнь                | Не номинирован      |
| 1996 (69-я)            |                                     | 今天不回家 (Jīntiān bùhuíjiā)                                            | англ. Tonight Nobody Goes Home             | Сильвия Чжан             | Не номинирован      |
| 1997 (70-я)            |                                     | 我的神經病 (Wǒde shénjīngbìng)                                           | англ. Yours and Mine                       | Ван Сюди                 | Не номинирован      |
| 1998 (71-я)            | Цветы Шанхая                        | 海上花 (Hāi shàng huā)                                                   | англ. Flowers of Shanghai                  | Хоу Сяосянь              | Не номинирован      |
| 1999 (72-я)            | Марш счастья                        | 天馬茶房 (Tiānmǎ cháfáng)                                                | англ. March of Happiness                   | Линь Чэншэн              | Не номинирован      |
| 2000 (73-я)            | Крадущийся тигр, затаившийся дракон | 臥虎藏龍 (Wòhǔ cánglóng)                                                 | англ. Crouching Tiger, Hidden Dragon       | Энг Ли                   | Получил «Оскар»     |
| 2001 (74-я)            |                                     | 運轉手之戀 (Yùnzhuǎnshǒu zhī liàn)                                       | англ. The Cabbie                           | Чэнь Ивэнь, Хуакунь Чжан | Не номинирован      |
| 2002 (75-я)            |                                     | 美麗時光 (Měilì shíguāng)                                                | англ. The Best of Times                    | Чжан Цзоцзи              | Не номинирован      |
| 2003 (76-я)            |                                     | 不散 (Búsàn)                                                             | англ. Goodbye, Dragon Inn                  | Цай Минлян               | Не номинирован      |
| 2004 (77-я)            | 20:30:40                            | 20 30 40                                                                 | 20 30 40                                   | Сильвия Чжан             | Не номинирован      |
| 2005 (78-я)            | Капризное облако                    | 天邊一朵雲 (Tiānbiān yī duǒ yún)                                         | англ. The Wayward Cloud                    | Цай Минлян               | Не номинирован      |
| 2006 (79-я)            |                                     | 深海 (Shēnhǎi)                                                           | англ. Blue Cha Cha                         | Чэнь Вэньтан             | Не номинирован      |
| 2007 (80-я)            | Вожделение                          | 色，戒 (Sè, Jiè)                                                         | англ. Lust, Caution                        | Энг Ли                   | Дисквалифицирован   |
| 2007 (80-я)            | Этюд                                | 練習曲 (Liànxí qǔ)                                                       | англ. Island Etude                         | Чэнь Хуайень             | Не номинирован      |
| 2008 (81-я)            | Мыс № 7                             | 海角七號 (Háijiǎo qīhào)                                                 | англ. Cape No. 7                           | Вэй Дэшэн                | Не номинирован      |
| 2009 (82-я)            | Я не могу жить без тебя             | 不能沒有你 (Bùnéng méiyǒu nǐ)                                            | исп. No Puedo Vivir Sin Ti                 | Леон Дай                 | Не номинирован      |
| 2010 (83-я)            | Монга                               | 艋舺 (Báng-kah)                                                          | Monga                                      | Ню Чэнцзэ                | Не номинирован      |
| 2011 (84-я)            | Воины радуги: Сидик бале            | 賽德克‧巴萊 (Sàidékè Balái)                                              | англ. Warriors of the Rainbow: Seediq Bale | Вэй Дэшэн                | Январский шорт-лист |
| 2012 (85-я)            | Прикосновение света                 | 逆光飛翔 (Nì guāng fēi xiáng)                                            | англ. Touch of the Light                   | Чжан Жунцзи              | Не номинирован      |
| 2013 (86-я)            | Душа                                | 失魂 (Shī hún)                                                           | англ. Soul                                 | Чжун Мэнхун              | Не номинирован      |
| 2014 (87-я)            | Ледяной яд                          | 冰毒 (Bīngdú)                                                            | англ. Ice Poison                           | Midi Z                   | Не номинирован      |
| 2015 (88-я)            | Убийца                              | 刺客聶隱娘 (Cìkè nièyǐnniáng)                                            | англ. The Assassin                         | Хоу Сяосянь              | Не номинирован      |
| 2016 (89-я)            | Держитесь, дети                     | 只要我長大                                                               | англ. Hang in There, Kids!                 | Лаха Мебов               | Не номинирован      |
| 2017 (90-я)            | Пустой разговор                     | 日常對話 (Rì Cháng Duì Huà)                                              | англ. Small Talk                           | Хуан Хуэйчжэнь           | Не номинирован      |
| 2018 (91-я)            | Великий Будда+                      | 大佛普拉斯 (Dàfó Pǔlāsī)                                                 | англ. The Great Buddha+                    | Хуан Синьяо              | Не номинирован      |
| 2019 (92-я)            | Дорогой бывший                      | 誰先愛上他的 (Shéi Xiān Ài Shàng Tā De)                                  | англ. Dear Ex                              | Сюй Чжиень, Мэг Сюй      | Не номинирован      |
| 2020 (93-я)            | Солнце                              | 陽光普照 (Yángguāng pǔzhào)                                              | англ. A Sun                                | Чун Мунхун               | Шорт-лист           |
| 2021 (94-я)            | Падение                             | 瀑布 (Pùbù)                                                              | англ. The Falls                            | Чун Мунхун               | Не номинирован      |
| 2022 (95-я)            | Проклятый Асура                     | 該死的阿修羅 (Gāisǐ de Āxiūluó)                                          | англ. Goddamned Asura                      | Лоу Иань                 | Не номинирован      |
| 2023 (96-я)            | Как я женился на призраке           | 關於我和鬼變成家人的那件事 (Guānyú wǒ hé guǐ biàn jiārén de nà jiàn shì) | англ. Marry My Dead Body                   | Чэн Вэйхао               | Не номинирован      |
| 2024 (97-я)            | Старый лис                          | 老狐狸 (Lǎo hú li)                                                       | англ. Old Fox                              | Сяо Ячжуань              | Не номинирован      |